# Drosophila deflecta
Drosophila deflecta este o specie de muște din genul Drosophila, familia Drosophilidae, descrisă de Malloch și Mcatee în anul 1924. Conform Catalogue of Life specia Drosophila deflecta nu are subspecii cunoscute.